# Bellegarde (Saskatchewan)
Pour les articles homonymes, voir Bellegarde, Saint-Maurice et Coulée.
Bellegarde, auparavant Saint-Maurice-de-Bellegarde et Quatrième Coulée, est un hameau francophone de la municipalité rurale de Storthoaks No 31 (en), en Saskatchewan.

## Géographie
Bellegarde est située du sud-est de la Saskatchewan, près de la frontière du Manitoba et du Dakota du Nord. Ce hameau se trouve juste au sud du chemin de fer Canadien Pacifique et de la route 13 ou Red Coat Trail. Elle se trouve près du parc provincial historique Cannington Manor et du parc provincial de Moose Mountain

## Histoire
En 1888, le père Jean Gaire, jeune prêtre nouvellement arrivé de France, fonde la paroisse de Grande Clairière au Manitoba. En 1891, quelques colons habitant Grande-Clairière, acquièrent des terres dans ce qu'ils appelèrent la Quatrième Coulée car il faut traverser quatre coulées pour se rendre de Grande-Clairière à l'actuelle Bellegarde. Au printemps de 1892, ces colons partent de Grande-Clairière, avec armes et bagages, sur des bœufs et des charrues. Après avoir essayé en vain de défricher en vain une section, ils se découragent et retournent à Grande-Clairière.
À son retour, l'abbé Jean Gaire découvre que Cyrille Sylvestre avait pris d'avance quatre propriétés à la Quatrième Coulée avec l'intention de s'y fixer définitivement avec sa famille. Alors en 1892, des colons se rendent à la quatrième coulée et étudient attentivement le terrain. Ils reconnaissent une terre de grande valeur, des pâturages immenses, du foin en abondance dans les bas-fonds et de futurs bosquets qui ne demandent qu'une protection efficace contre les feux de prairie, pour renaître et se développer. Le toponyme Bellegarde rappelle un lieu en France qui était cher à la famille de Cyrille Sylvestre. Arrivés en 1889, les Moreau sont rejoints par d'autres familles venues de Belgique et du Luxembourg : les Sylvestre, les Stringer, les Carbott, les Revet, les Georges, les Tinant, les Legros, les Pierrard, et les Stevenot. Ils sont tous venus renforcer la colonie.
En 1893, la famille de Jean-Baptiste Moreau est la première famille à rester pour l'hiver à Saint-Maurice de Bellegarde. En 1897-1898, 110 colons travaillaient et prospèrent à Saint-Maurice. En 1900, arrivent quatre familles d'origine canadienne-française de Chicago, soit les Garand, Bertrand, Raymond et Fournier. Entre 1903 et 1924, l'abbé Napoléon Poirier, nommé prêtre colonisateur, ramène plusieurs familles québécoises telles que les Gervais, Larocque, Lavigne, Sylvestre, Poirier, Blérot, Thirty, Legros, Racine, Lamotte, Langlois, Gérinroze, Renard, Delvenne, Cop, Petit, Martin, Gentes, et encore d'autres. À la fin du XIXe siècle, la localité compte 110 habitants.
En 1903, M. Jobin est le premier enseignant à s’établir à Bellegarde. L’enseignement se fait au presbytère, et seul le français y est enseigné. En 1905, la paroisse de Saint-Maurice obtient les services de deux religieuses des Filles de la Croix : Sœur Salvinie-Eugénie et Sœur Thaisse-Marie. Un petit couvent est construit dès l’automne et la première pensionnaire, Émilia Renard, y est reçue. Les sœurs enseignent des cours de français et de religion et A. Boileau enseigne l’anglais. En 1912, Sœur Thérèse-Eugénie prend la direction du couvent et quelques années plus tard, elle fait construire le grand couvent. À l’arrivée des garçons pensionnaires, la chapelle du presbytère devient leur dortoir, supervisé par Mgr Napoléon Poirier. Sœur Thérèse-Eugénie encourage la construction d’un couvent en 1917, lequel est achevé en 1919. Les sœurs enseignent au couvent jusqu’en 1961. En 1953, une nouvelle école comportant trois classes est construite. En raison de la fermeture de plusieurs écoles de rang, les effectifs d'élèves augmentent rapidement, si bien qu'en 1961, six classes doivent être ajoutées.
En 1964, l’école est devenue bilingue et les effectifs s'élèvent à 267 élèves. Avec la venue des autobus scolaires, le pensionnat devient inutile. Une huitième classe est ajoutée. Le grand bâtiment de quatre étages qui servait de couvent ayant besoin de réparations, les sœurs déménagent en 1974 dans une résidence plus petite. En 1983, l’école ne compte plus que 79 élèves, et son personnel se compose de trois religieuses et de trois enseignants, appuyé d’un aide-éducateur.
En 1994, La communauté de Bellegarde doit se résoudre à démolir le vieux couvent de briques, déclaré inhabitable et à risque. Celui-ci demeurait un point historique de la paroisse ayant servi pendant plus de 75 ans au domaine de l’éducation. Les premières élections au Conseil scolaire fransaskois de Bellegarde ont lieu en juin de la même année. Les premiers conseillers scolaires élus sont Mariette Wolensky, Richard Wolensky, Marc George, Joseph Poirier et Claudia Poirier. Le 1er janvier 1995, l’École de Bellegarde se joint à la composante fransaskoise de la Division scolaire francophone no 310, aujourd’hui Conseil des écoles fransaskoises. Une nouvelle école est construite pour août 1995 et inaugurée le 10 novembre de la même année, disposant à nouveau d'un établissement d'enseignement complètement en français.

## Démographie
Bellegarde compte 30 habitants (2016), soit une baisse importante par rapport aux 44 habitants en 2011 alors qu'elle avait été constante auparavant avec 45 habitants en 2006. Dans la municipalité rurale de Storthoaks No. 31, dont la population totale est de 292 (2016), il y a 45 habitants de langue maternelle française dont 20 qui parlent principalement le français et 25 qui le parlent comme deuxième langue à la maison. Le taux d'assimilation progressive s'établit donc à environ 50 %.

## Culture
Les documents de préservation de l'histoire fransaskoise à Bellegarde comprennent des livres historiques, des entrevues, la Route historique, le Cimetière virtuel, le Recueil de l'histoire et archives digitale et des DVD.

## Société
L'école de Bellegarde offre aux familles fransaskoises de Bellegarde, Storthoaks, Alida et Wauchopeun une formation complète en français de la prématernelle (3 ans) à la 12e année par le biais d'un programme varié et complet, incluant sport et activités culturelles.
L'Association communautaire francophone de Bellegarde vise la préservation de la collectivité francophone locale par : la défense des droits et intérêts des francophones de la communauté;
l'organisation d'activités socioculturelles, éducatives, économiques et communautaires en français; la communication locale, régionale, provinciale et pancanadienne au moyen de son calendrier communautaire, l'hebdomadaire francophone et Internet; une présence continue en partenariat au sein des divers organismes politiques, économiques, éducatifs, socioculturels, religieux et patrimoniaux; l'encouragement à l'utilisation du centre; l'offre de produits culturels en français.

### Personnalités
- Jean Gaire, prêtre colonisateur
- Napoléon Poirier, prêtre colonisateur